# Giaura murina
Giaura murina är en fjärilsart som beskrevs av Rothschild. Giaura murina ingår i släktet Giaura och familjen trågspinnare. Inga underarter finns listade i Catalogue of Life.